# Wereldkampioenschap dammen 1972 (match)
De match om het wereldkampioenschap dammen 1972 werd van 21 januari t/m 20 februari 1972 in Tallinn gespeeld door regerend wereldkampioen Andris Andreiko en uitdager Iser Koeperman. 
De match bestond uit 20 partijen, die allen in remise eindigden. 
Hierdoor mocht Andris Andreiko zijn wereldtitel houden.

## Uitslagen
| Rang | Land | Naam            | 1 | 2 | 3 | 4 | 5 | 6 | 7 | 8 | 9 | 10 | 11 | 12 | 13 | 14 | 15 | 16 | 17 | 18 | 19 | 20 | punten |
| ---- | ---- | --------------- | - | - | - | - | - | - | - | - | - | -- | -- | -- | -- | -- | -- | -- | -- | -- | -- | -- | ------ |
| 1    | URS  | Andris Andreiko | 1 | 1 | 1 | 1 | 1 | 1 | 1 | 1 | 1 | 1  | 1  | 1  | 1  | 1  | 1  | 1  | 1  | 1  | 1  | 1  | 20     |
| 2    | URS  | Iser Koeperman  | 1 | 1 | 1 | 1 | 1 | 1 | 1 | 1 | 1 | 1  | 1  | 1  | 1  | 1  | 1  | 1  | 1  | 1  | 1  | 1  | 20     |